# Asyndetus amaphinius
Asyndetus amaphinius är en tvåvingeart som beskrevs av Seguy 1950. Asyndetus amaphinius ingår i släktet Asyndetus och familjen styltflugor.
Artens utbredningsområde är Niger. Inga underarter finns listade i Catalogue of Life.